# C14orf119
C14orf119 (англ. Chromosome 14 open reading frame 119) – білок, який кодується однойменним геном, розташованим у людей на 14-й хромосомі. Довжина поліпептидного ланцюга білка становить 140 амінокислот, а молекулярна маса — 16 009.
| 10         |  | 20         |  | 30         |  | 40         |  | 50         |
| ---------- |  | ---------- |  | ---------- |  | ---------- |  | ---------- |
| MPLESSSSMP |  | LSFPSLLPSV |  | PHNTNPSPPL |  | MSYITSQEMK |  | CILHWFANWS |
| GPQRERFLED |  | LVAKAVPEKL |  | QPLLDSLEQL |  | SVSGADRPPS |  | IFECQLHLWD |
| QWFRGWAEQE |  | RNEFVRQLEF |  | SEPDFVAKFY |  | QAVAATAGKD |  |            |

A: Аланін

C: Цистеїн

D: Аспарагінова кислота

E: Глутамінова кислота

F: Фенілаланін

G: Гліцин

H: Гістидин

I: Ізолейцин

K: Лізин

L: Лейцин

M: Метіонін

N: Аспарагін

P: Пролін

Q: Глутамін

R: Аргінін

S: Серин

T: Треонін

V: Валін

W: Триптофан

Локалізований у мітохондрії.